# Damien Dalassène
Damien Dalassène (en grec : Δαμιανός Δαλασσηνός, vers 940 - 19 juillet 998) était un aristocrate byzantin et le premier membre connu de la famille Dalassène. Il est connu pour avoir servi comme gouverneur militaire (doux) d'Antioche en 996-998. Il combattit les Fatimides avec quelques succès jusqu'à ce qu'il soit tué lors de la bataille d'Apamée le 19 juillet 998.

## Biographie
Damien Dalassène fut le premier membre attesté de la famille Dalassène. Les débuts de sa vie sont inconnus mais pour des raisons généalogiques, il est estimé que sa naissance remonte aux alentours de l'année 940. Les premières informations à son propos remontent à 995-996, quand Basile II le nomma gouverneur d'Antioche en remplacement de Michel Bourtzès, à la suite de la défaite de ce dernier lors de la bataille de l'Oronte en septembre 994,. Ce poste constituait l'une des plus importantes fonctions militaires de l'Empire byzantin car son détenteur commandait les forces positionnées contre le califat fatimide et les chefs musulmans semi-autonomes de Syrie. Damien Dalassène détenait aussi les titres de patrice (selon Jean Skylitzès) ou de magistros (selon Étienne de Taron).
Damien Dalassène maintint une posture agressive face aux Arabes. En 996, ses forces lancèrent un raid aux alentours de Tripoli et d'Arqa tandis que Manjutakin tenta de nouveau sans succès d'assiéger Alep et Tartous que les Byzantins occupaient depuis l'année précédente. En effet, il fut contraint de battre en retraite lorsqu'arrivèrent les renforts envoyés par Dalassène. La défaite fatimide fut complétée par le naufrage d'une flotte dont l'objectif était de soutenir l'effort de Manjutakin devant Tartous. En 997, Dalassène répéta ses offensives contre Tripoli, faisant de nombreux prisonniers. Il attaqua aussi Rafanée, Awgh et al-Lakma, prenant le dernier et déportant sa population en captivité.
En juin et juillet 998, il dirigea ses troupes vers Apamée pour s'en emparer après qu'un vaste incendie eut détruit ses provisions. Les forces de l'émirat hamdanide d'Alep tentèrent de s'en emparer en premier mais ils se replièrent à l'arrivée des Byzantins. Ces derniers ne pouvaient permettre à une principauté vassale de se renforcer avec la prise de la cité,. Le gouverneur local fatimide, al-Mala'iti, lança un appel à l'aide mais l'armée de secours de Jaysh ibn Samsama fut retardée car elle dut faire face à la rébellion de Tyr soutenue par les Byzantins. Après la soumission de la ville, Jaysh dirigea son armée vers Damas d'où il se prépara à affronter Damien Dalassène. Ibn al-Qalanisi rapporte qu'à ce moment, Apamée était proche de succomber à la famine. Lors de la bataille qui s'ensuivit, le 19 juillet 998, les Byzantins furent d'abord victorieux mais un officier kurde parvint à tuer Damien Dalassène, ce qui plongea l'armée byzantine dans la panique et la fuite. Deux des fils de Damien Dalassène qui l'accompagnaient furent capturés et emmenés comme prisonniers au Caire où ils restèrent durant dix ans. Étienne de Taron rapporte que l'un des fils de Damien Dalassène fut tué mais ce fait n'est pas considéré comme crédible. Nicéphore Ouranos remplaça Damien Dalassène comme doux d'Antioche après que Basile II se rendit personnellement dans la région pour rétablir les positions byzantines.

## Famille
Damien Dalassène eut au moins trois fils :
- Constantin Dalassène qui fut doux d'Antioche en 1025 et avait les faveurs de Constantin VIII ;
- Théophylacte Dalassène qui fut aussi doux d'Antioche ;
- Romain Dalassène qui fut catépan d'Ibérie.

Théophylacte fut très vraisemblablement le père d'Adrien, le grand-père maternel d'Anne Dalassène qui fut elle-même la mère d'Alexis Ier Comnène, fondateur de la dynastie des Comnènes.

## Sources
- (en) Catherine Holmes, Basil II and the Governance of the Empire (976-1025), Oxford, Oxford University Press, 2005, 625 p. (ISBN 978-0-19-927968-5, lire en ligne)
- Jean-Claude Cheynet et Jean-François Vannier, Études prosopographiques, Paris, Publications de la Sorbonne, 1986, 204 p. (ISBN 978-2-85944-110-4, lire en ligne)
- (de) Ralph-Johannes Lilie, Claudia Ludwig, Beate Zielke et Thomas Pratsch, Prosopographie der mittelbyzantinischen Zeit Online. Berlin-Brandenburgische Akademie der Wissenschaften. Nach Vorarbeiten F. Winkelmanns erstellt, De Gruyter, 2013
- E. Honigmann, Byzance et les Arabes, tome III : Die Ostgrenze des Byzantinischen Reiches von 363 bis 1071 nach griechischen, arabischen, syrischen und armenischen Quellen, Bruxelles, éditions de l'Institut de philologie et d'histoire orientales, 1935
- (en) Frank Trombley, « The Taktika of Nikephoros Ouranos and Military Encyclopaedism », Pre-Modern Encyclopaedic Texts: Proceedings of the Second COMERS Congress, Groningen, 1-4 July 1996, Brill,‎ 1997, p. 261-274 (ISBN 978-90-04-10830-1)
- (en) Alexander Kazhdan (dir.), Oxford Dictionary of Byzantium, t. 2, New York et Oxford, Oxford University Press, 1991, 1re éd., 3 tom. (ISBN 978-0-19-504652-6 et 0-19-504652-8, LCCN 90023208)